# Монтвілл (Мен)
Монтвілл (англ. Montville) — місто (англ. town) в США, в окрузі Волдо штату Мен. Населення — 1020 осіб (2020).

## Демографія
Згідно з переписом 2010 року, у місті мешкали 1032 особи в 433 домогосподарствах у складі 294 родин. Було 553 помешкання
Расовий склад населення:
| - 96,1 % — білих - 0,4 % — чорних або афроамериканців - 0,4 % — азіатів - 0,1 % — корінних американців |

До двох чи більше рас належало 2,3 %. Частка іспаномовних становила 2,2 % від усіх жителів.
За віковим діапазоном населення розподілялося таким чином: 22,4 % — особи молодші 18 років, 62,8 % — особи у віці 18—64 років, 14,8 % — особи у віці 65 років та старші. Медіана віку мешканця становила 43,6 року. На 100 осіб жіночої статі у місті припадало 98,8 чоловіків;  на 100 жінок у віці від 18 років та старших — 99,8 чоловіків також старших 18 років.
Середній дохід на одне домашнє господарство  становив 55 419 доларів США (медіана — 52 727), а середній дохід на одну сім'ю — 62 558 доларів (медіана — 60 417). Медіана доходів становила 32 614 долари для чоловіків та 45 313 долари для жінок. За межею бідності перебувало 7,2 % осіб, у тому числі 5,8 % дітей у віці до 18 років та 9,8 % осіб у віці 65 років та старших.
Цивільне працевлаштоване населення становило 372 особи. Основні галузі зайнятості: освіта, охорона здоров'я та соціальна допомога — 35,2 %, виробництво — 14,2 %, будівництво — 11,0 %, роздрібна торгівля — 10,5 %.